# 1995年ケベック独立住民投票
1995年ケベック独立住民投票（せんきゅうひゃくきゅうじゅうごねんケベックどくりつじゅうみんとうひょう、フランス語: Référendum de 1995 au Québec）は、1995年10月30日に実施された、カナダからのケベック州独立の是非を問う住民投票である。独立賛成が49.42%、独立反対が50.58%で、ケベック州が独立国となることは否決された。
世論調査によれば、独立反対派優位で推移する中、投票日の2週間ほど前に形勢が逆転、独立賛成派優勢のまま投票日を迎えたが、わずかの差で独立反対派が上回る結果となった。